# Jean-Philippe Perrot
Pour les articles homonymes, voir Perrot.
Jean-Philippe Perrot (né en 1966 à Dijon) est un producteur, auteur et réalisateur (documentaires, programmes TV).

## Biographie
Il a notamment réalisé Athar, sur les traces d'Arthur Rimbaud en Éthiopie en 1998. Il a longtemps vécu à Genève et en Haute-Savoie. Il a partagé son existence entre Paris et Lisbonne (2001-2004). Il vit à Paris.
Il travaille notamment depuis plus de 10 ans dans la musique classique en collaboration avec de nombreux artistes au rayonnement international. Il a créé et programmé la collection «Les Salons de Musique» (23X60min) pour ARTE (2011-2014).
Après des études en Sciences Politiques, et avoir été successivement monteur puis directeur de production pour la télévision, il a produit, écrit, réalisé pour la télévision de nombreux documentaires et captations de spectacles. Il travaille à l'international en collaboration avec de nombreuses chaînes de télévision.
Il a dirigé deux sociétés : Circeto Films, société de production audiovisuelle (1993-2006) et Aptly Médias, agence spécialisée dans le marketing de la culture (2004-2011).

## Documentaires et captations de spectacles
Parmi ses réalisations :
- Lise de La Salle au théâtre des Bouffes du Nord. 93 min. 2013.
- Au cœur du Portugal. Documentaire 52 min. 2004
- Lisbonne. Documentaire 52 min. 2002-2003
- Porto et le Douro. Documentaire 52 min. 2001
- Athar, voyage dans la corne de l'Afrique sur les traces d'Arthur Rimbaud en Éthiopie‚ à Djibouti et au Yémen. Documentaire 55 min. 1999
- Arthur Rimbaud liberté libre. Documentaire 90 min. 1999
- Michel Butor à l'écart. Documentaire 52 min. 1996